# Olivier Deman
Olivier Deman (Anversa, 6 aprile 2000) è un calciatore belga, centrocampista dell'Anversa in prestito dall Werder Brema.

## Carriera

### Club
Cresciuto nel settore giovanile del Cercle Bruges, debutta in prima squadra il 10 marzo 2019 in occasione dell'incontro di Pro League perso 2-1 contro lo Standard Liegi. Realizza la sua prima rete il 27 luglio 2021 decidendo la trasferta vinta 1-0 sul campo del Beerschot VA.
Il 31 agosto 2023 viene acquistato dal Werder Brema.
Il 6 gennaio 2025 viene ceduto in prestito all'Anversa.

### Nazionale
Nel 2023 ha partecipato agli Europei Under-21.
Viene convocato per la prima volta in nazionale maggiore nel giugno 2023, esordendo il 20 del mese stesso nel successo per 0-3 in casa dell'Estonia.

## Statistiche
Statistiche aggiornate al 23 ottobre 2021.

### Presenze e reti nei club
| Stagione        | Squadra         | Campionato      | Campionato | Campionato | Coppe nazionali | Coppe nazionali | Coppe nazionali | Coppe continentali | Coppe continentali | Coppe continentali | Altre coppe | Altre coppe | Altre coppe | Totale | Totale | Totale |
| Stagione        | Squadra         | Comp            | Pres       | Reti       | Comp            | Pres            | Reti            | Comp               | Pres               | Reti               | Comp        | Pres        | Reti        | Pres   | Reti   |        |
| --------------- | --------------- | --------------- | ---------- | ---------- | --------------- | --------------- | --------------- | ------------------ | ------------------ | ------------------ | ----------- | ----------- | ----------- | ------ | ------ | ------ |
| 2018-2019       | Cercle Bruges   | D1              | 1          | 0          | CB              | 0               | 0               |                    | -                  | -                  |             | -           | -           | 1      | 0      |        |
| 2019-2020       | Cercle Bruges   | D1              | 3          | 0          | CB              | 0               | 0               |                    | -                  | -                  |             | -           | -           | 3      | 0      |        |
| 2020-2021       | Cercle Bruges   | D1              | 9          | 0          | CB              | 3               | 1               |                    | -                  | -                  |             | -           | -           | 12     | 1      |        |
| 2021-2022       | Cercle Bruges   | D1              | 12         | 2          | CB              | 0               | 0               |                    | -                  | -                  |             | -           | -           | 12     | 2      |        |
| Totale carriera | Totale carriera | Totale carriera | 25         | 2          |                 | 3               | 1               |                    | -                  | -                  |             | -           | -           | 28     | 3      |        |

### Cronologia presenze e reti in nazionale
| Cronologia completa delle presenze e delle reti in nazionale ― Belgio | Cronologia completa delle presenze e delle reti in nazionale ― Belgio | Cronologia completa delle presenze e delle reti in nazionale ― Belgio | Cronologia completa delle presenze e delle reti in nazionale ― Belgio | Cronologia completa delle presenze e delle reti in nazionale ― Belgio | Cronologia completa delle presenze e delle reti in nazionale ― Belgio | Cronologia completa delle presenze e delle reti in nazionale ― Belgio | Cronologia completa delle presenze e delle reti in nazionale ― Belgio |
| Data                                                                  | Città                                                                 | In casa                                                               | Risultato                                                             | Ospiti                                                                | Competizione                                                          | Reti                                                                  | Note                                                                  |
| --------------------------------------------------------------------- | --------------------------------------------------------------------- | --------------------------------------------------------------------- | --------------------------------------------------------------------- | --------------------------------------------------------------------- | --------------------------------------------------------------------- | --------------------------------------------------------------------- | --------------------------------------------------------------------- |
| 20-6-2023                                                             | Tallinn                                                               | Estonia                                                               | 0 – 3                                                                 | Belgio                                                                | Qual. Euro 2024                                                       | -                                                                     | 88’                                                                   |
| 15-11-2023                                                            | Lovanio                                                               | Belgio                                                                | 1 – 0                                                                 | Serbia                                                                | Amichevole                                                            | -                                                                     | 77’                                                                   |
| 23-3-2024                                                             | Dublino                                                               | Irlanda                                                               | 0 – 0                                                                 | Belgio                                                                | Amichevole                                                            | -                                                                     |                                                                       |
| Totale                                                                |                                                                       | Presenze                                                              | 3                                                                     |                                                                       | Reti                                                                  | 0                                                                     |                                                                       |